# 楊昌
楊昌（？—？），四川人，明朝政治人物。举人出身。

## 生平
隆武二年（1646年），擔任明朝廣州府新安縣知縣。后由接任。順治三年，廣東總督佟養甲入粵，楊昌歸順清廷離任。